# Salvaterra do Extremo
Salvaterra do Extremo é uma povoação portuguesa do Município de Idanha-a-Nova, na antiga província da Beira Baixa, região do Centro (Região das Beiras) e sub-região da Beira Interior Sul que foi sede da extinta Freguesia de Salvaterra do Extremo, freguesia que tinha 81,13 km² de área e 170 habitantes (2011), e, por isso, uma densidade populacional de 2,1 hab/km².
A Freguesia de Salvaterra do Extremo foi extinta em 2013, no âmbito de uma reforma administrativa nacional, para, em conjunto com a Freguesia de Monfortinho, formar uma nova freguesia denominada União das Freguesias de Monfortinho e Salvaterra do Extremo com a sede em Monfortinho.

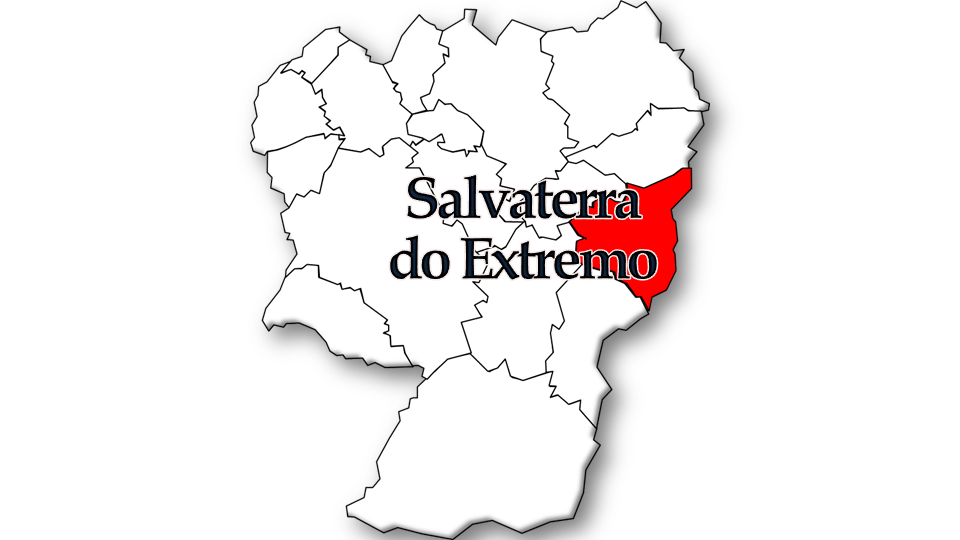
Localização no Município de Idanha-a-Nova

Salvaterra do Extremo foi vila e sede de concelho entre 1229 e 1855. Este era constituído pelas freguesias de Monfortinho e Salvaterra do Extremo. Tinha, em 1801, 615 habitantes. Após as reformas administrativas do início do liberalismo foram-lhe anexadas as freguesias de Penha Garcia, Rosmaninhal, Segura e Zebreira. A freguesia de Monfortinho passou nessa época para Idanha-a-Nova. Tinha, em 1849, 4 632 habitantes.

## População
| População da freguesia de Salvaterra do Extremo | População da freguesia de Salvaterra do Extremo | População da freguesia de Salvaterra do Extremo | População da freguesia de Salvaterra do Extremo | População da freguesia de Salvaterra do Extremo | População da freguesia de Salvaterra do Extremo | População da freguesia de Salvaterra do Extremo | População da freguesia de Salvaterra do Extremo | População da freguesia de Salvaterra do Extremo | População da freguesia de Salvaterra do Extremo | População da freguesia de Salvaterra do Extremo | População da freguesia de Salvaterra do Extremo | População da freguesia de Salvaterra do Extremo | População da freguesia de Salvaterra do Extremo | População da freguesia de Salvaterra do Extremo |
| ----------------------------------------------- | ----------------------------------------------- | ----------------------------------------------- | ----------------------------------------------- | ----------------------------------------------- | ----------------------------------------------- | ----------------------------------------------- | ----------------------------------------------- | ----------------------------------------------- | ----------------------------------------------- | ----------------------------------------------- | ----------------------------------------------- | ----------------------------------------------- | ----------------------------------------------- | ----------------------------------------------- |
| 1864                                            | 1878                                            | 1890                                            | 1900                                            | 1911                                            | 1920                                            | 1930                                            | 1940                                            | 1950                                            | 1960                                            | 1970                                            | 1981                                            | 1991                                            | 2001                                            | 2011                                            |
| 1187                                            | 1357                                            | 1619                                            | 1826                                            | 2203                                            | 1931                                            | 2343                                            | 2666                                            | 2853                                            | 1100                                            | 627                                             | 436                                             | 321                                             | 203                                             | 170                                             |

Por decreto lei nº 38.192, de 05/03/1951, foram desanexados lugares desta freguesia para constituir a de Toulões
Por decreto nº 40.163, de 16/05/1955, foram desanexados lugares desta freguesia para constituir a freguesia de Monfortinho. 
(Fonte: INE)

## Património
- Pelourinho de Salvaterra do Extremo[6]
- Igreja Matriz de Salvaterra do Extremo[7]
- Igreja da Misericórdia de Salvaterra do Extremo[8]
- Castelo de Salvaterra do Extremo[9]
- Casa dos Lagartos
- Barragem da Toulica
- Capela da Nossa Senhora da Consolação e de S. Pedro
- Casa do Sardão
- Chafariz brasonado
- Trecho de calçada romana
- Miradouros do Cruzeiro e do Calvário

## Colectividades
- Associação Cultural Recreativa e Social para o Desenvolvimento de Salvaterra do Extremo
- Clube de Caça e Pesca de Salvaterra do Extremo

## Festas
- Bodo de Nª Srª da Consolação, em Abril, realiza-se desde 1905 e invoca um período em que as comunidades locais padeceram de fome devido à destruição das suas colheitas por uma fraga de gafanhotos.